# Pyaar Kiya To Darna Kya
Pyaar Kiya To Darna Kya è un film indiano del 1998 diretto da Sohail Khan.

## Premi
- Filmfare Awards
  - "Filmfare RD Burman Award for New Music Talent" (Kamaal Khan - O O Jaane Jaana)